# 東京新聞社
東京新聞社（とうきょうしんぶんしゃ）は、かつて日本に存在した新聞社。

## 歴史
戦時体制下の1942年（昭和17年）に、東京府を拠点とする都新聞社と國民新聞社が合併した新聞社で、都新聞社の存続会社として『東京新聞』を発行した。当初は社団法人であったが、1961年（昭和36年）に株式会社へ改組する。
1963年（昭和38年）に深刻な経営難に陥り、東京エリアで『東京中日新聞』を発行する中部日本新聞社から支援を受ける。1967年（昭和42年）10月1日に『東京新聞』の営業権と発行権を中部日本新聞社へ譲渡し、活動を停止した。
主力紙であった『東京新聞』は現在も中日新聞東京本社が発行する日刊一般紙として発行されている。『東京新聞』に関わる現業は中日新聞東京本社が担い、中日新聞グループ内に現存する「株式会社東京新聞社」は商号保全を目的に存在する休眠会社である。
前身の一つである國民新聞社は、中日新聞の前身紙の一つである『新愛知』の発行元・新愛知新聞社の傘下にあった。

## 在籍した著名人
- 青木正久（元衆議院議員）
- 安藤鶴夫（演芸評論家、第50回直木賞受賞）
- 石一郎（山岳小説家）
- 牛木素吉郎（サッカージャーナリスト、2011年サッカー殿堂入り）
- 尾崎宏次（演劇評論家）
- 小田仁二郎（作家、瀬戸内寂聴の元夫）
- 上之郷利昭（ノンフィクション作家）
- 唐島基智三（政治評論家）
- 神崎武雄（作家、第16回直木三十五賞受賞）
- 近藤唯之（野球評論家）
- 坂井米夫（ジャーナリスト。在籍中の1955年にボーン・上田記念国際記者賞を受賞）
- 佐怒賀三夫（放送評論家）
- 須田栄（コラムニスト）
- 高丘季昭（元西友会長、経団連代表幹事）
- 千葉敦子（ジャーナリスト）
- 中川鋭之助（元劇団四季副社長、舞踊評論家、画家中川一政の長男）
- 日色恵（将棋観戦記者・演芸評論家、女優日色ともゑの父）
- 土方正巳（人形劇団プーク創立メンバー、評論家、『都新聞史』を著す）
- 藤島泰輔（作家、メリー喜多川の夫、ジャニー喜多川の義兄）
- 御手洗辰雄（政治評論家）
- 森本哲郎（評論家、元NHKアナウンサー・フリーアナウンサー森本毅郎の実兄）